# Trogon czerwonobrzuchy
Trogon czerwonobrzuchy (Trogon surrucura) – gatunek średniej wielkości ptaka z rodziny trogonów (Trogonidae). Występuje we wschodniej Ameryce Południowej. Nie jest zagrożony wyginięciem.

## Taksonomia
Po raz pierwszy gatunek opisał Louis Jean Pierre Vieillot w roku 1817. Holotyp pochodził z Paragwaju. Przydzielił mu nazwę Trogon surrucura, akceptowaną obecnie (2020) przez Międzynarodowy Komitet Ornitologiczny (IOC). Najbliżej spokrewnionymi z trogonem czerwonobrzuchym są trogony: białosterny (T. viridis), czarnogłowy (T. melanocephalus), cytrynowy (T. citroleus) i panamski (T. bairdii). Niektórzy autorzy uznają podgatunek T. s. aurantius, opisany w 1824 przez von Spixa, za osobny gatunek – trogona brazylijskiego, tak też jest on przedstawiony w Handbook of the Birds of the World. IOC uznaje te dwa taksony za konspecyficzne, podobnie klasyfikują je autorzy The Howard and Moore Complete Checklist of the Birds of the World.

## Podgatunki i zasięg występowania
IOC wyróżnia następujące podgatunki:
- T. s. aurantius von Spix, 1824 – trogon brazylijski[3] – wschodnio-centralna i południowo-wschodnia Brazylia, od stanu Bahia na południe do wschodniego Minas Gerais i północnego São Paulo[6]
- T. s. surrucura Vieillot, 1817 – trogon czerwonobrzuchy[3] – wschodni Paragwaj i północno-wschodnia Argentyna, na wschód po południowo-wschodnią Brazylię (skrajnie północno-wschodni stan Tocantins do południowego Mato Grosso, zachodni stan Rio de Janeiro i Rio Grande do Sul); możliwe, że zasięg obejmuje część południowego Urugwaju[4]

W stanie Itatiaia znajduje się wąska strefa hybrydyzacji przedstawicieli obu podgatunków.

## Morfologia

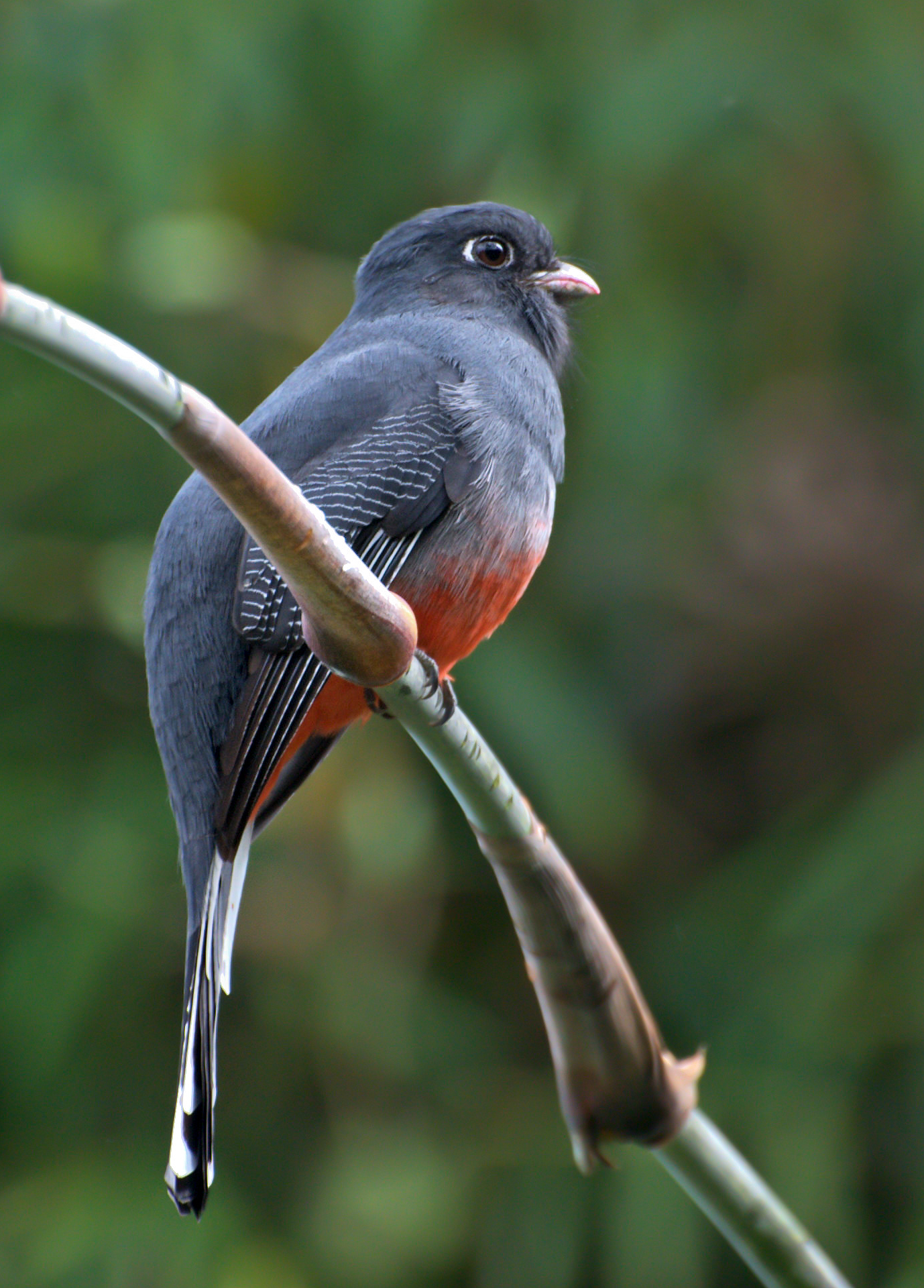
Samica podgatunku nominatywnego (Park Narodowy Itatiaia)

Długość ciała u ptaków z podgatunku nominatywnego waha się pomiędzy ok. 23 a 28 cm; według autorów HBW długość ciała T. s. aurantius wynosi 28 cm. Masa ciała u podgatunku nominatywnego mieści się w przedziale 70–78 g. U jednego z ptaków podgatunku nominatywnego odłowionego w 1965 centralnej Brazylii, w Chapada dos Veadeiros, długość skrzydła wyniosła 132 mm, a ogona 138 mm. U dwóch okazów muzealnych T. s. aurantius z początku XX w. długości skrzydła (lub skrzydeł) wyniosły 133 i 137 mm, a ogona – 144 i 151 mm.
Trogon czerwonobrzuchy to ptak o zwartej budowie oraz krótkiej szyi i ogonie. U dorosłego samca podgatunku nominatywnego wierzch głowy przybiera kolor granatowy (odcień royal blue), podobnie jak szyja i pierś. Na karku kolor przechodzi w turkusowy. Przód głowy, policzki i broda są czarniawe. Grzbiet ma kolor miedzianozielony, na sterówkach kolor zmienia się w turkusowozielony. Spód ciała czerwonoróżowy, boki szare. Sterówki od spodu mają kolor biały, widoczny czarny pasek na końcu ogona. Osobniki podgatunku T. s. aurantius posiadają pomarańczowy brzuch, żółtą obrączkę oczną zamiast różowej, bardziej szarawą pierś. Tęczówka brązowa, dziób szarozielony, nogi szare. U samicy podgatunku nominatywnego brak barwnej obrączki ocznej. Samica jest szara, a wierzchnią część jej skrzydła pokrywają białe prążki. Pokrywy podogonowe czarne. Trzy wewnętrzne pary sterówek posiadają białe zewnętrzne chorągiewki oraz końcówki. U podgatunku T. s. aurantius samica ma biały środek brzucha.

## Ekologia
Środowiskiem życia trogonów czerwonobrzuchych są lasy, zarówno pierwotne, jak i wtórne; ptaki przebywają w środkowych warstwach. Zasiedlają także lasy mieszane. Preferują wilgotne lasy. Gatunek odnotowywany do około 2000 m n.p.m. Przedstawiciele T. surrucura żywią się owadami i owocami. W głosach brak różnicy między podgatunkami. Ptaki alarmują kiaar o zmiennej prędkości, wysokości i tonacji. Pieśń to rosnąca sekwencja dźwięków diu lub kwa, ostatni dźwięk niższy od poprzednich.
Trogony czerwonobrzuche gniazdują w dziuplach lub innych zagłębieniach, także w wysokim kaktusie, pniu paproci drzewiastej, niekiedy w termitierach. W zniesieniu 2–4 białe jaja. Wysiadują je oba ptaki z pary, inkubacja trwa 17–19 dni. Młode są w pełni opierzone około 20 dni po wykluciu.

## Status zagrożenia
Międzynarodowa Unia Ochrony Przyrody (IUCN) od 2014 roku klasyfikuje podgatunki trogona czerwonobrzuchego jako osobne gatunki, oba z nich zalicza do kategorii najmniejszej troski (LC, Least Concern). BirdLife International uznało trend populacji obu tych taksonów za spadkowy ze względu na niszczenie środowiska.